# Esfera oblata

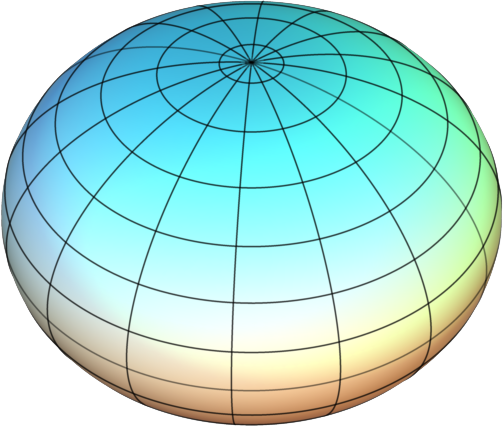
Uma esfera oblata.

Uma esfera oblata é um elipsoide que possui um eixo polar menor que o diâmetro do círculo do equador. Um exemplo comum de um objeto com este formato é M&M's.
Uma esfera oblata é obtida rodando uma elipse em torno do seu eixo menor.
O planeta Terra tem aproximadamente a forma de uma esfera oblata, chamada de elipsoide de referência. Este facto, que se deve à rotação da Terra, é comum à grande parte dos planetas e estrelas. A elipticidade varia em função da velocidade de rotação, sendo a estrela Achernar um exemplo em que o raio do equador é substancialmente maior do que o dos polos. Newton provou que um fluido em rotação em equilíbrio tem a forma de uma esfera oblata.

## Equação
Uma esfera oblata {\displaystyle S} de eixo {\displaystyle z} tem equação:
{\displaystyle {\frac {x^{2}+y^{2}}{a^{2}}}+{\frac {z^{2}}{c^{2}}}=1}
onde {\displaystyle a>c}.
A elipticidade de {\displaystyle S} é dada por
{\displaystyle e={\sqrt {1-{\frac {c^{2}}{a^{2}}}}}}
e a área da superfície de {\displaystyle S} é dada por:
{\displaystyle 2\pi a^{2}+\pi {\frac {c^{2}}{e}}\ln {\frac {1+e}{1-e}}}